# Heiban-Sprachen
Heiban ist der Name einer Gruppe von Sprachen, die von verschiedenen Nuba-Ethnien in Sudan gesprochen werden. 
Die Heiban-Sprachen gehören zu den kordofanischen Sprachen innerhalb der Niger-Kongo-Sprachfamilie.
Zur Heiban-Gruppe gehören folgende Einzelsprachen:
- Einzelsprache Heiban
- Ko
- Koalib
- Laro 40.000 Sprecher (2010)
- Logol
- Moro
- Otoro
- Shwai
- Tira
- Warnang

Viele Sprecher dieser Sprachen verwenden heute auch die arabische Sprache.